# Bernardo Houssay
Bernardo Alberto Houssay (Buenos Aires, 10 april 1887 – aldaar, 21 september 1971) was een Argentijns fysioloog die de Nobelprijs voor de Fysiologie of Geneeskunde in 1947 deelde met Carl and Gerty Cori voor het ontdekken van de rol die de hormonen van het hypofyse-bijnier-systeem spelen bij de regulering van de bloedsuikerspiegel bij dieren. Houssay was de eerste Argentijn die een Nobelprijs op een wetenschappelijk vlak won.

## Biografie
Houssay werd geboren in Buenos Aires als zoon van de acht kinderen van advocaat Albert Houssay en Clara Laffont Houssay. Beide ouders kwamen oorspronkelijk uit Frankrijk. Hij genoot zijn vroege opleidingen aan een privéschool, de Colegio Británico. Reeds op zijn veertiende ging hij naar de School of Pharmacy van de Universiteit van Buenos Aires die hij in 1904 afrondde. Aansluitend studeerde hij medicijnen aan die universiteit. In 1907, nog voordat hij zijn opleiding had voltooid, nam hij een baan aan bij de Faculteit Fysiologie.
In 1910 werd de toen drieëntwintigjarige Houssay benoemd tot hoogleraar fysiologie aan de Universiteitsschool van diergeneeskunde. Daarnaast had hij van 1915 tot 1919 de leiding over het laboratorium van experimentele fysiologie en pathologie bij het ministerie van hygiëne. In 1919 werd hij hoogleraar aan de Medical School van de Buenos Aires-universiteit.
Zijn academische positie werd hem in 1943 ontnomen toen Juan Perón in Argentinië aan de macht kwam en Houssay (samen met andere universiteits-hoogleraren) via een ondertekende petitie openlijk zijn mening had geuit dat zijn land meer democratisch bestuurd moest worden. Ondanks uitnodigingen uit het buitenland bleef hij werkzaam in zijn geboortland. Samen met andere collega's stichtte hij het onafhankelijke Instituut voor Biologie en Experimentele Geneeskune om verder onderzoek mogelijk te maken. In 1965 kreeg hij zijn oude positie terug, doch bleef tevens aan als directeur van het instituut.
Houssay was gehuwd met María Angélica Catán, een scheikundige, die in 1962 overleed. Ze hadden drie zonen, Alberto Bernardo, Héctor Emilio José en Raul Horacio, die alle drie een medische graad behaalden. Hij overleed op 84-jarige leeftijd.

## Werk
Hoewel Houssay actief was in ieder gebied van de fysiologie waren de hormoonklieren zijn belangrijkste gebied van onderzoek, en dan met name de rol van de voorkwab van de hypofyse in de koolhydraatstofwisseling. Een andere belangrijke ontdekking was dat de oxidatie van suiker in het lichaam niet alleen afhankelijk is van de aan- of afwezigheid van insuline, maar een complexe interactie heeft tussen insuline en andere hormonen, zoals prolactine en somatotropine die in de hypofyse worden aangemaakt. Voor de opheldering van dit proces ontving Houssay de helft van de Nobelprijs in 1947.
Daarnaast deed hij studie naar andere delen van de fysiologie en farmologie, waarondere de fysiologie van circulatie en ademhaling, het proces van immuniteit, het zenuwstelsel, spijsvertering en de chemische samenstelling van het gif van slangen en spinnen. Hierover schreef Houssay meer dan 500 wetenschappelijk artikelen en een groot aantal boeken.